# Air Koryo
Air Koryo Korean Airways (кор. 고려항공, 高麗航空고려항공, 高麗航空, раніше Chosŏn Minhang) — державна національна авіакомпанія КНДР, розташована в Пхеньяні. Обслуговує міжнародні, внутрішні і чартерні рейси.
Головний офіс розташований у Міжнародному аеропорту Сунан, має відділення у Пекіні, Шеньяні, Макао, Бангкоку, Торонто, Берліні, Мехіко, Москві.

## Історія

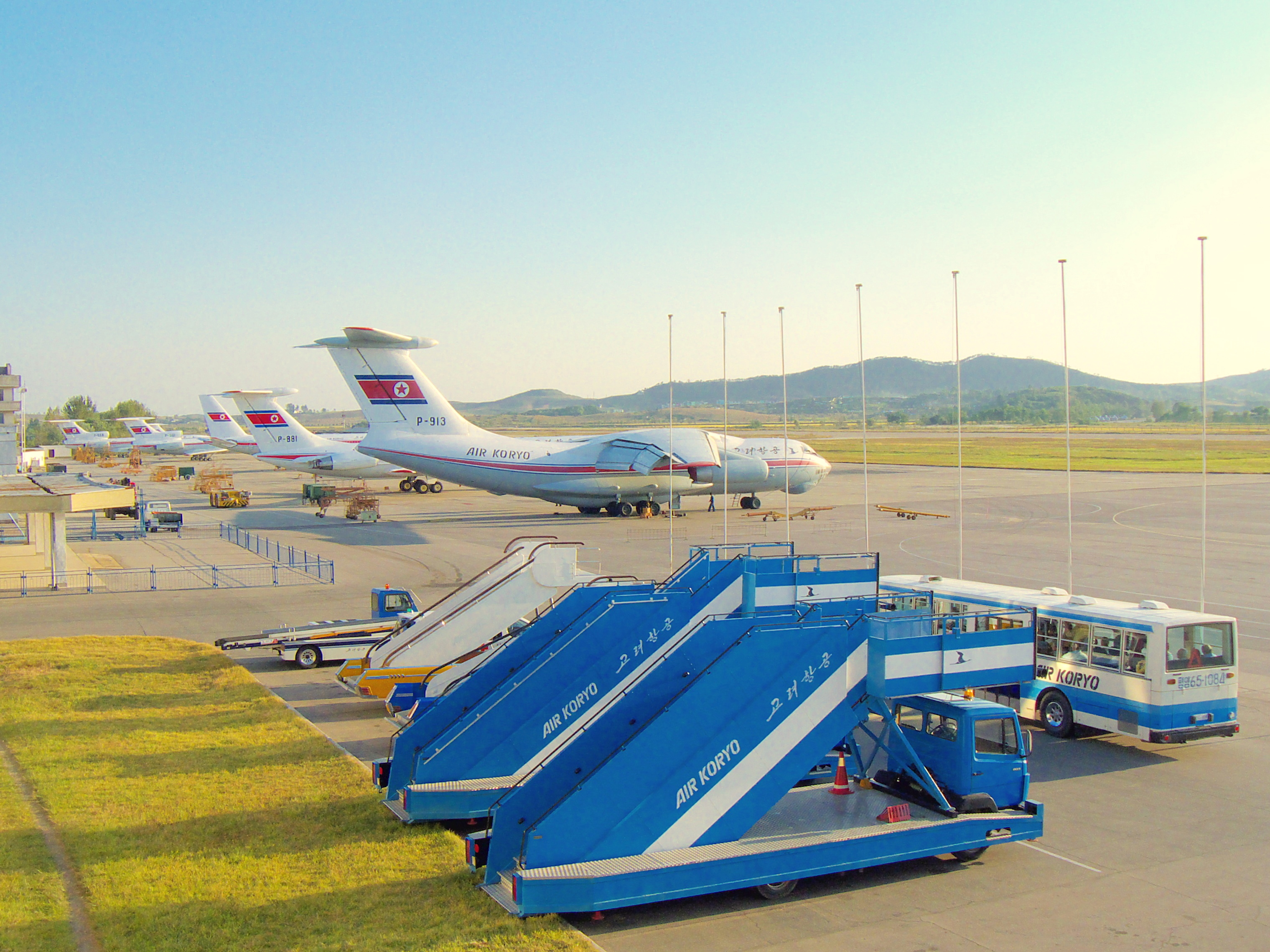
Іл-76, Іл-62, Ту-204, Ту-154, Ту-134 Air Koryo в міжнародному аеропорту Сунан, вересень 2008

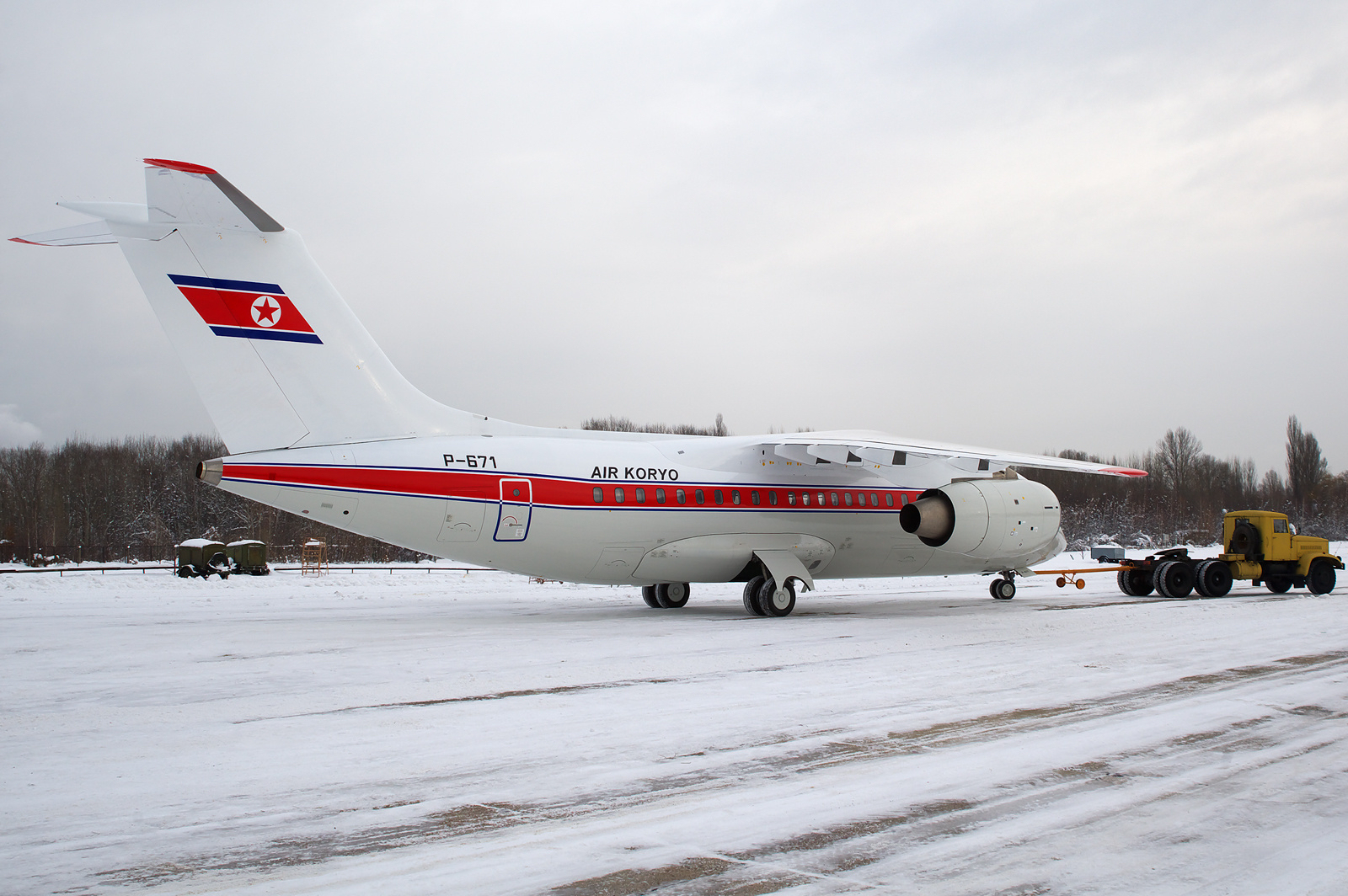
Ан-148 авіакомпанії Air Koryo на стерновій доріжці київського аеродрому Святошино у 2012 році

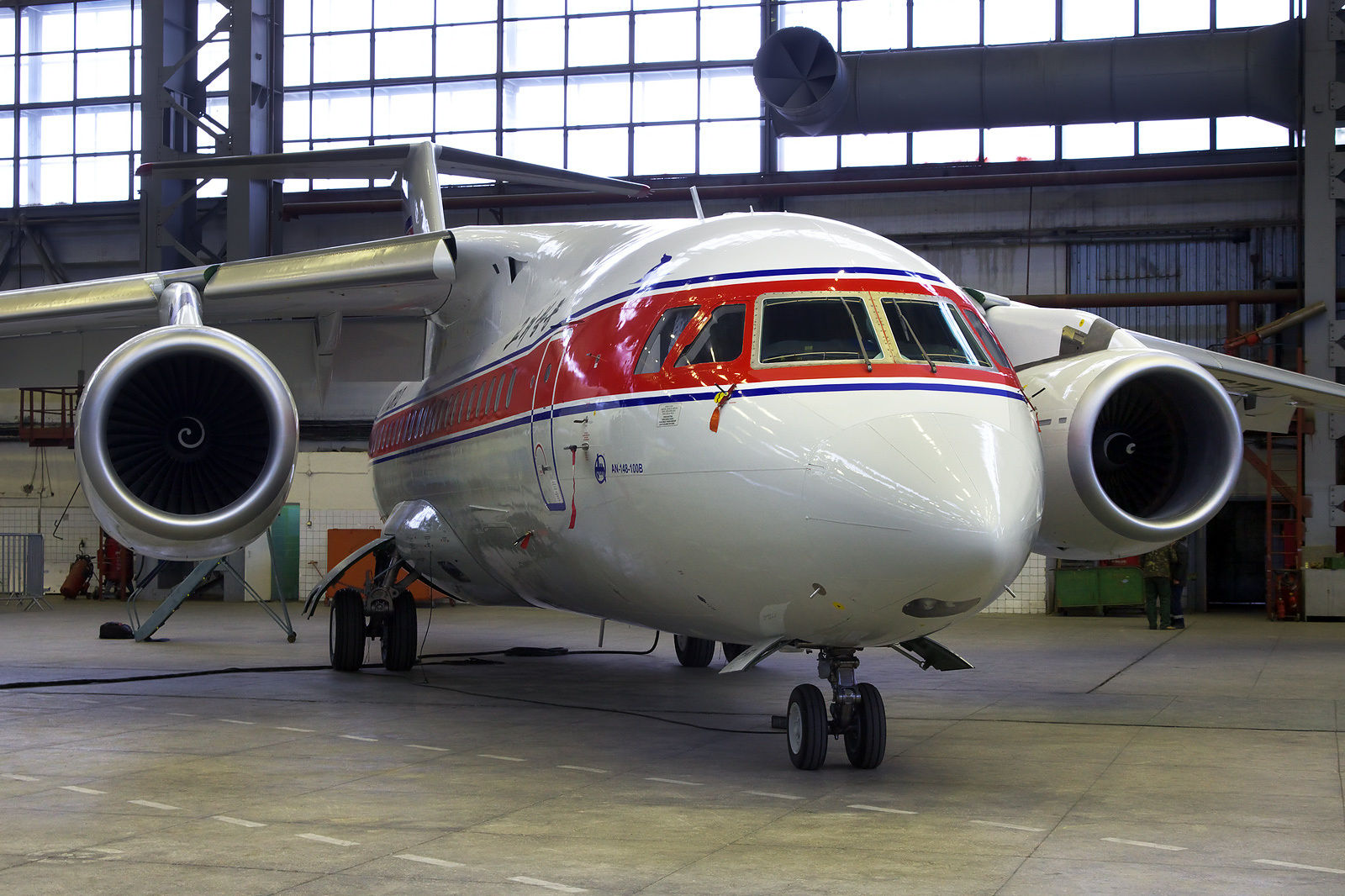
Перший літак Ан-148 авіакомпанії в ангарі аеродрому Святошино

Авіакомпанія була заснована в 1954 році і почала операційну діяльність 21 вересня наступного року під назвою Chosonminhang Korean Airways. Спочатку авіапарк складався з Лі-2, Ан-2 та Іл-12. Іл-14 і Іл-18 були додані в 1960-х роках.
У 1975 році до складу флоту ввійшли Ту-154 для маршрутів Пхеньян — Прага, Східний Берлін, Москва. Флот Ту-154 був збільшений на початку 80-х. Разом із Ту-154 були поставлені Ту-134 і Ан-24 для внутрішніх рейсів. Іл-62, поставлений для Chosonminhang Korean Airlines у 1982 році, дозволяв виконувати прямі рейси Пхеньян — Москва, Софія, Белград.
Розпад СРСР і занепад соціалізму в Європі привів до скорочення міжнародних рейсів. У 1993 Chosonminhang Korean Airways була перейменова в Air Koryo. Крім того, в 1993 році Air Koryo замовив 3 Іл-76 для вантажних рейсів у Китай і Росію. Air Koryo придбала один Ту-204-300 в 2007 році і один Ту-204-100В у 2010 році для заміни старого парку.
На даний момент з усього флоту Air Koryo тільки цим двом Ту-204 дозволена діяльність на території Європейського союзу. Інший флот входить у список заборонених до польотів над територією ЄС.
У серпні 2012 р. Air Koryo запустила систему бронювання квитків через інтернет.
У лютому 2013 р. українське ДП «Антонов» поставило в Корею один регіональний літак (P-671) Ан-148-100В.
19 березня 2015 р. прибув другий борт (P-672) Ан-148.

## Флот
У грудні 2014 року Air Koryo експлуатувала наступні літаки:

## Інциденти
- 9 лютого 1976 року Ту-154Б, під час вирулювання на РД № 1 в аеропорту Іркутська отримав пошкодження правого борту фюзеляжу і правої площини крила від уламків Ту-104, що терпів катастрофу, жертв удалося уникнути.
- 1 липня 1983 року Іл-62М, рейс із Пхеньяну в Конакрі (Гвінея) розбився в горах Гвінеї. Всі 23 людини на борту загинули[10].
- 15 серпня 2006 року повітряне судно з Air Koryo (Ту-154Б-2), що здійснював плановий міжнародний пасажирський переліт із Пекіна, Китайська Народна Республіка (столичний пекінський аеропорт) — Пхеньян, Корейська Народно-Демократична Республіка (міжнародний аеропорт Сунан) допустив льотну пригоду на злітно-посадковій смузі (вийшов за межі доріжки) під час вирулювання після приземлення в умовах поганої погоди в міжнародному аеропорту Сунан. Про потерпілих не повідомлялося і пошкодження літака було мінімальним[11][12].
- 1 березня 2013 року повітряне судно Ту-204 авіакомпанії Air Koryo, що слідувало рейсом JS271 Пхеньян — Владивосток, здійснило посадку на злітно-посадкову смугу пункту призначення і викотилося за її межі на відстань близько 60 метрів. Викочування сталося при рулюванні до місця стоянки. Незважаючи на сильний снігопад, що передував події[13], на момент інциденту стан аеродромних покриттів відповідав технічним вимогам, метеоумови були льотними. Ніхто зі 176 пасажирів, що перебували на борту, не постраждав[14].